# Super Bowl XLIV
Match précédent Match suivant
Le Super Bowl XLIV est la 44e finale annuelle de la ligue nationale de football américain. Le match s'est disputé le 7 février 2010 au Sun Life Stadium de Miami Gardens (Floride) où sont domiciliés les Dolphins de Miami.
Le Super Bowl XLIV est remporté par les Saints de La Nouvelle-Orléans qui ont battu les Colts d'Indianapolis.
Super Bowl XLIV.
À cette occasion, le Surperbowl XLIV a battu le record absolu d'audience TV aux États-Unis avec 106,5 millions de téléspectateurs, le record étant précédemment détenu par la série MASH depuis 1982.

## Les équipes
Le Super Bowl XLIV oppose les équipes championnes de conférence lors de la saison 2009 de la NFL : les Saints de La Nouvelle-Orléans et les Colts d'Indianapolis.
Les Colts d'Indianapolis se sont qualifiés en battant les Jets de New York en finale de conférence AFC. Lors de leur dernière participation au Super Bowl, ils avaient remporté le Super Bowl XLI qui concluait la saison 2006.
Les Saints de La Nouvelle-Orléans se sont qualifiés en battant les Vikings du Minnesota après prolongations en finale de conférence NFC. Ils disputent un Super Bowl pour la première fois.

## Résumé du match

### Évolution du score
- 1er Quart-temps

Field goal de Matt Stover de 38 yards, 7:34 : Saints 0 - Colts 3
Touchdown de Pierre Garçon de 18 yards, 0:42 : Saints 0 - Colts 9
Transformation de Matt Stover : Saints 0 - Colts 10
- 2e Quart-temps

Field goal de Garrett Hartley de 46 yards, 9:40 : Saints 3 - Colts 10
Field goal de Garrett Hartley de 44 yards, 0:05 : Saints 6 - Colts 10
- 3e Quart-temps

Touchdown de Pierre Thomas de 16 yards, 9:50 : Saints 12 - Colts 10
Transformation de Garrett Hartley : Saints 13 - Colts 10
Touchdown de Joseph Addai de 4 yards, 8:21 : Saints 13 - Colts 16
Transformation de Matt Stover : Saints 13 - Colts 17
Field goal de Garrett Hartley de 47 yards, 2:06 : Saints 16 - Colts 17
- 4e Quart-temps

Touchdown de Jeremy Shockey de 2 yards, 5:46 : Saints 22 - Colts 17
Transformation à deux points de Lance Moore : Saints 24 - Colts 17
Touchdown de Tracy Porter de 74 yards sur interception, 3:24 : Saints 30 - Colts 17
Transformation de Garrett Hartley : Saints 31 - Colts 17
| Quart-temps | 1  | 2 | 3  | 4  | Total |
| ----------- | -- | - | -- | -- | ----- |
| Colts       | 10 | 0 | 7  | 0  | 17    |
| Saints      | 0  | 6 | 10 | 15 | 31    |

Résumé vidéo du match sur le site de la NFL : 

## Animations du Super Bowl XLIV
Lors de l'avant match, Carrie Underwood interprète l'hymne américain et Queen Latifah interprète America the Beautiful. L'animation à la mi-temps du match a été assurée par le groupe de rock anglais The Who.

## Joueurs titulaires
| Nouvelle-Orléans | Postes   | Indianapolis    |
| ---------------- | -------- | --------------- |
| Attaque          |          |                 |
| Marques Colston  | WR       | Reggie Wayne    |
| Jermon Bushrod   | LT       | Charlie Johnson |
| Carl Nicks       | LG       | Ryan Lilja      |
| Jonathan Goodwin | C        | Jeff Saturday   |
| Jahri Evans      | RG       | Kyle DeVan      |
| Jon Stinchcomb   | RT       | Ryan Diem       |
| Jeremy Shockey   | TE       | Dallas Clark    |
| Devery Henderson | WR       | Pierre Garçon   |
| Drew Brees       | QB       | Peyton Manning  |
| Pierre Thomas    | RB       | Joseph Addai    |
| Reggie Bush      | RB / FB  | Gijon Robinson  |
| Défense          |          |                 |
| Bobby McCray     | DE       | Robert Mathis   |
| Sedrick Ellis    | DT       | Daniel Muir     |
| Will Smith       | DE / DT  | Antonio Johnson |
| Marvin Mitchell  | ILB / DE | Dwight Freeney  |
| Scott Fujita     | OLB      | Philip Wheeler  |
| Jonathan Vilma   | ILB      | Gary Brackett   |
| Scott Shanle     | OLB      | Clint Session   |
| Jabari Greer     | CB       | Kelvin Hayden   |
| Tracy Porter     | CB       | Jacob Lacey     |
| Roman Harper     | SS       | Melvin Bullitt  |
| Darren Sharper   | FS       | Antoine Bethea  |